# Communauté d'agglomération du Plateau de Saclay
Pour les articles homonymes, voir CAPS.
La Communauté d’agglomération du Plateau de Saclay (CAPS) est une ancienne structure intercommunale française située dans le département de l’Essonne et la région Île-de-France. 
Elle a fusionné avec la Communauté d'agglomération Europ'Essonne pour devenir la Communauté d'agglomération Paris-Saclay le 1er janvier 2016.
Accueillant sur son territoire de nombreuses infrastructures de formation et de recherche, dont notamment l’École polytechnique, Supélec, l'université Paris-Sud et le centre CEA de Saclay, elle constituait le centre du pôle scientifique et technologique Paris-Saclay, en construction depuis 2010.

## Historique
À l’origine, le Syndicat intercommunal du Plateau de Saclay (SIPS) a été créé en 1988. 
Il se transforme en district du Plateau de Saclay (DIPS) le 6 décembre 1991, dont étaient également membres les communes de Bièvres dans l’Essonne, Buc, Châteaufort, Jouy-en-Josas et Les Loges-en-Josas dans les Yvelines faisaient partie du District. 
Cette forme d'intercommunalité étant supprimé par la Loi Chevènement du 12 juillet 1999, l'intercommunalité prend la forme juridique d'une communauté de communes le 2 janvier 2002, dont se retire la commune de Bièvres le 16 décembre 2002, afin d'intégrer la communauté d'agglomération Versailles Grand Parc..
L'intercommunalité se transforme en communauté d'agglomération le 31 décembre 2002,.
La commune de Gometz-le-Châtel a rejoint la CAPS au 1er janvier 2004. 
En 2010 l’intercommunalité adhéra au syndicat mixte Paris Métropole. 
Le 1er janvier 2013, l'intercommunalité est élargie à la commune des Ulis.
Dans le cadre des dispositions de la Loi de modernisation de l'action publique territoriale et d'affirmation des métropoles (loi MAPTAM) du 27 janvier 2014, qui prévoit la généralisation de l'intercommunalité à l'ensemble des communes et la création d'intercommunalités de taille importante, notamment en Île-de-France afin d'équilibrer leurs relations avec la Métropole du Grand Paris, le Schéma régional de coopération intercommunale prévoit la fusion de :

- la communauté d'agglomération du Plateau de Saclay  ;

- et la communauté d'agglomération Europ'Essonne ;

auxquelles se sont jointes les communes de Verrières-le-Buisson et Wissous (antérieurement membres de la communauté d'agglomération des Hauts-de-Bièvre).
C'est ainsi qu'est créée le 1er janvier 2016 la communauté d'agglomération Paris-Saclay , entrainant la dissolution des anciennes intercommunalités.

## Territoire communautaire

### Géographie
| Type d'occupation           | Pourcentage | Superficie (en hectares) |
| --------------------------- | ----------- | ------------------------ |
| Espace urbain construit     | 37,8 %      | 2 889,88                 |
| Espace urbain non construit | 11,7 %      | 897,00                   |
| Espace rural                | 50,5 %      | 3 860,71                 |
| Source : Iaurif-MOS 2008    |             |                          |

La communauté d’agglomération du Plateau de Saclay était située au nord-ouest du département de l’Essonne, sur le Plateau de Saclay. Son altitude varie entre quarante-sept mètres à Palaiseau et cent soixante-douze mètres à Gif-sur-Yvette.

### Composition
La communauté d’agglomération du Plateau de Saclay regroupait en 2015 les onze communes suivantes :
- Bures-sur-Yvette
- Gif-sur-Yvette
- Gometz-le-Châtel
- Igny
- Les Ulis
- Orsay
- Palaiseau
- Saclay
- Saint-Aubin
- Vauhallan
- Villiers-le-Bâcle

### Démographie
| 1968 | 1975 | 1982 | 1990 | 1999   | 2006   | 2010    |
| ---- | ---- | ---- | ---- | ------ | ------ | ------- |
| -    | -    | -    | -    | 94 200 | 97 526 | 121 276 |

Pyramide des âges en 2009
| Hommes | Classe d’âge | Femmes |
| ------ | ------------ | ------ |
| 0,3    | 90 ans ou +  | 0,7    |
| 5,3    | 75 à 89 ans  | 7,5    |
| 12,7   | 60 à 74 ans  | 13,8   |
| 19,3   | 45 à 59 ans  | 20,7   |
| 19,6   | 30 à 44 ans  | 19,8   |
| 23,4   | 15 à 29 ans  | 19,3   |
| 19,5   | 0 à 14 ans   | 18,2   |

| Hommes | Classe d’âge | Femmes |
| ------ | ------------ | ------ |
| 0,3    | 90 ans ou +  | 0,8    |
| 4,4    | 75 à 89 ans  | 6,7    |
| 11,3   | 60 à 74 ans  | 11,9   |
| 19,9   | 45 à 59 ans  | 20,0   |
| 21,9   | 30 à 44 ans  | 21,4   |
| 20,6   | 15 à 29 ans  | 19,2   |
| 21,7   | 0 à 14 ans   | 20,0   |

## Organisation

### Siège
Le siège de l'intercommunalité était en mairie de Palaiseau.

### Élus
La communauté d'agglomération était administrée par son conseil communautaire, composé de 58 conseillers municipaux représentant les 11 communes membres.
À la suite des élections municipales de 2014 dans l'Essonne, le conseil communautaire a élu son nouveau président, Michel Bournat, maire de Gif-sur-Yvette  et ses vice-présidents.

### Liste des présidents
| Période                                  | Période       | Identité       | Étiquette | Qualité |
| ---------------------------------------- | ------------- | -------------- | --------- | --- |
| Les données manquantes sont à compléter. |               |                |           | |
| 2003                                     | juin 2012     | François Lamy  | PS        | Instituteur Ministre de la Ville (2012 → 2014) Député de l'Essonne (6e circ.) (1997 → 2012 et 2014 → 2017) Maire de Palaiseau (2001 → 2012) Démissionnaire à la suite de sa nomination comme ministre |
| juin 2012                                | avril 2014    | David Bodet    | PS        | Adjoint au maire de Palaiseau |
| avril 2014,                              | décembre 2015 | Michel Bournat | UMP → LR  | Maire de Gif-sur-Yvette Conseiller général puis départemental de Gif-sur-Yvette (2004 → ) Président de la Communauté d'agglomération Paris-Saclay (2016 → )                                           |

### Compétences
La communauté d'agglomération exerçait les compétences qui lui avaient été transférées  par les communes membres, dans les conditions définies par le code général des collectivités territoriales. Il s'agissait du développement économique, l’aménagement du territoire, l’équilibre social de l’habitat et la politique de la ville, ainsi que la gestion de la voirie et des équipements culturels et sportifs.

### Régime fiscal et budget
La Communauté d'agglomération était un établissement public de coopération intercommunale à fiscalité propre.
Afin de financer l'exercice de ses compétences, l'intercommunalité percevait, comme l'ensemble des communautés d'agglomération, la fiscalité professionnelle unique (FPU) – qui a succédé à la taxe professionnelle unique (TPU) – et assure une péréquation de ressources entre les communes résidentielles et celles dotées de zones d'activité.
Elle percevait également une taxe d'enlèvement des ordures ménagères (TEOM), qui finance le fonctionnement de ce service public.
En 2012, la CAPS disposait d’un budget s’élevant à 40 893 593 euros
| Postes                                             | 2007         | 2008         | 2009         | 2010         | 2011         |
| -------------------------------------------------- | ------------ | ------------ | ------------ | ------------ | ------------ |
| Produits de fonctionnement                         | 27 118 000 € | 23 584 000 € | 30 759 000 € | 31 256 000 € | 32 732 000 € |
| Charges de fonctionnement                          | 24 800 000 € | 24 478 000 € | 25 705 000 € | 24 894 000 € | 29 298 000 € |
| Ressources d’investissement                        | 12 344 000 € | 16 754 000 € | 14 823 000 € | 18 866 000 € | 22 167 000 € |
| Emplois d’investissement                           | 13 372 000 € | 14 734 000 € | 21 816 000 € | 20 490 000 € | 16 529 000 € |
| Dette                                              | 14 657 000 € | 18 880 000 € | 16 108 000 € | 13 752 000 € | 17 585 000 € |
| Source : Ministère de l’Économie et des Finances,. |              |              |              |              |              |

### Effectifs
Pour mettre en œuvre ses compétences, l'intercommunalité employait 350 agents

### Identité visuelle
| Logotype de la communauté d’agglomération du plateau de Saclay | La Communauté d’agglomération du Plateau de Saclay s’est dotée d’un logotype. |

## Pour approfondir